# Sierra Nevada (station de ski)
Pour les articles homonymes, voir Sierra Nevada.
La station de sports d'hiver de Sierra Nevada est située dans le parc national de la Sierra Nevada en Espagne.

## Description
Sierra Nevada est la station de ski qui se situe le plus au sud sur le continent européen et la plus haute en altitude en Espagne (entre 2 100 et 3 300 mètres d'altitude). La station profite de conditions climatiques très favorables, avec un ensoleillement continu mais peut compter sur la présence d'un enneigement hivernal adéquat pour la pratique des sports d'hiver. Elle se trouve à 27 kilomètres de Grenade. Elle accueillit les championnats du monde de ski alpin 1996 et les championnats du monde de snowboard 2017.

## Services
Outre la pratique du ski, il existe de nombreuses autres activités dans la station comme les randonnées, les promenades en traîneau, des motos de neige ou un snowpark. En été, la station offre un cadre idéal pour de longues randonnées pédestres.

## Cyclisme

### Arrivées duTour d'Espagne
- 1979 :  Felipe Yáñez
- 1986 :  Felipe Yáñez
- 1994 :  Tony Rominger
- 1995 :  Bert Dietz
- 1997 :  Yvon Ledanois
- 2002 :  Guido Trentin
- 2003 :  Félix Cárdenas
- 2004 :  Santiago Pérez
- 2009 :  David Moncoutié
- 2011 :  Daniel Moreno
- 2017 :  Miguel Ángel López